# En Kunstners Kærlighed
En Kunstners Kærlighed er en dansk stumfilm fra 1918, der er instrueret af A.W. Sandberg efter manuskript af A.V. Olsen.

## Handling
Denne artikel mangler et handlingsreferat. Hjælp os med at skrive det.

## Medvirkende
- Arne Weel - Jean Flechard, kunstmaler
- Carl Lauritzen - Jory Valmy, fabrikant
- Ingeborg Spangsfeldt - Celine, Valmys datter
- Henny Lauritzen - Julie Duphot, Valmys søster
- Sophus Bernhard - Bernhard, Julies søn
- Aage Hertel - Professor dr. med. Raymond
- Betzy Kofoed
- Ingeborg Bruhn Bertelsen